# Nordheim (Württemberg)
Nordheim és un municipi al districte de Heilbronn a Baden-Württemberg.
S'han trobat restes cèltiques a la rodalia, amb petites troballes abundants i diverses del segle ii i I aC. La ciutat probablement fou de fundació franca i s'esmenta per primer cop el 823. A la Guerra dels Trenta Anys va ser destruïda pels efectes de la guerra. Un incendi de grans proporcions el 1810 va cremar 47 edificis i l'església.